# Diegueño
Le diegueño (ou kumeyaay, d'après l'ethnonyme des Diegueños) est une langue yumane de la branche des langues Delta-Californie parlée aux États-Unis, dans le Sud de la Californie et au Mexique, dans le Nord de la Basse-Californie.
La population ethnique est de 330 personnes.

## Variétés
La langue, qui s'étend sur un vaste territoire, est divisée en un grand nombre de dialectes correspondant à chacune des communautés. On peut les regrouper en trois ensembles :
- Les variétés du Sud de la Californie (autonyme iipay aa), dans les comtés de San Diego[2] et de l'Imperial Valley, par exemple le diegueño de Mesa Grande et celui de Jamul.
- Les variétés de Basse-Californie (autonyme k'miai (en)), par exemple le diegueño de La Huerta.
- Le tipai, parlé en Basse-Californie.

Ces variétés sont considérés par certains linguistes comme des langues différentes.